# Jean Mignon
Jean Célestin Joseph Mignon (Tillet, 11 november 1893 - Neufchâteau, 20 mei 1949) was een Belgisch volksvertegenwoordiger.

## Levensloop
Mignon promoveerde tot doctor in de rechten. Hij werd advocaat aan de balie van Neufchâteau.
In 1939 werd hij verkozen tot katholiek volksvertegenwoordiger voor het arrondissement Neufchâteau-Virton. Hij vervulde dit mandaat tot aan de eerste naoorlogse verkiezingen in 1946.
Na zijn relatief vroegtijdig overlijden, was zijn zoon Jean Mignon gedurende bijna een halve eeuw advocaat aan dezelfde balie. Hij had kinderen die eveneens advocaat werden.